# 徐陶璋
徐陶璋（1674年—1738年），字端揆，号达夫，别署蘅圃。长洲（今江蘇蘇州）人。

## 生平
生於康熙十三年（1674年），康熙四十四年（1705年）中举，五十四年（1715年）中状元，授翰林院修撰。康熙六十年，出任分校礼部会试官。卒于清乾隆三年（1738年）。